# Маликівщина
Маликі́вщина —  село в Україні, у Шишацькій селищній громаді Миргородського району Полтавської області. Населення становить 134 осіб. До 2015 орган місцевого самоврядування — Гоголівська сільська рада.

## Географія
Село Маликівщина знаходиться на лівому березі річки Грузька Говтва, вище за течією примикає село Горішнє, нижче за течією на відстані 1 км розташоване село Шафранівка.

## Історія
12 червня 2020 року, відповідно до розпорядження Кабінету Міністрів України № 721-р «Про визначення адміністративних центрів та затвердження територій територіальних громад Полтавської області», село увійшло до складу Шишацької селищної громади.
19 липня 2020 року, в результаті адміністративно - територіальної реформи та ліквідації Шишацького району, село увійшло до складу новоутвореного Миргородського району Полтавської області.

## Відомі вихідці
- 25 січня 1934 року народився Забара Станіслав Сергійович - український вчений-кібернетик, педагог, організатор виробництва обчислювальної техніки, доктор технічних наук, професор, Лауреат Державних премій СРСР та УРСР.